# Sibargot
Sibargot is een bestuurslaag in het regentschap Labuhan Batu van de provincie Noord-Sumatra, Indonesië. Sibargot telt 2957 inwoners (volkstelling 2010).